# Drassodes archibensis
Drassodes archibensis es una especie de araña araneomorfa del género Drassodes, familia Gnaphosidae. La especie fue descrita científicamente por Ponomarev & Alieva en 2008.
La longitud del cuerpo del macho es de 10,1 milímetros. La longitud y anchura de su caparazón es de 3,9 y 2,7 milímetros respectivamente. La especie se distribuye por Rusia.